# Port lotniczy Hrabstwo Sussex
Port lotniczy Hrabstwo Sussex (IATA: GED, ICAO: KGED) – port lotniczy położony w Georgetown, w stanie Delaware, w Stanach Zjednoczonych.